# Margarete Goldheim
Margarete Goldheim (* 7. Juni 1849 in Berlin als Margarethe Friedricke Wilhelmine Goldheim; † 2. Juli 1897 ebenda) war eine deutsche Schauspielerin und Schriftstellerin, die auch unter dem Pseudonym G. Margot publizierte.

## Leben
Sie war eine Tochter des aus Glogau stammenden Polizeirats Friedrich Theodor August Goldheim und seiner Frau Mathilde Josephine Albertine Juliane Köhler. 1876 ging sie zur Bühne und ein Theateragent vermittelte sie nach Stallupönen. Nach Engagements in verschiedenen Städten kam sie ans Stadttheater Hamburg, kehrte aber zu ihren Eltern nach Berlin zurück, um sich schriftstellerischen Arbeiten zu widmen. Hier starb sie 1897 im Alter von 48 Jahren.

## Werke (Auswahl)
- Aschenbrödel. Genrebild in 1 Aufzug. Böhm, Berlin 1894.
- Die Kaiser-Eiche. Charakterbild. 1894.[3]
- Die Stütze der Hausfrau. Soloscherz für eine Dame. Böhm, Berlin 1894.
- Frauen-Freundschaft. Dramatischer Scherz in 1 Aufzug. Böhm, Berlin 1894.
- Friede auf Erden oder Des alten Soldaten Weihnachtsengel. Weihnachtliches Genrebild. Böhm, Berlin 1894.
- Vor dem ersten Balle. Plauderei. Böhm, Berlin 1894.
- Eine Viertelstunde Leutnant. Posse. Böhm, Berlin 1894.
- Hänsel und Gretel. Märchenbild in 4 Bildern. Bloch, Berlin 1894.
- Frau Holle. Märchenspiel in 4 Bildern. Bloch, Berlin 1895.
- Die Tante kommt. Lustspiel. Böhm, Berlin 1895.
- Mein Friedrich. Erinnerung an Sedan. Das Feuer des Landwehrmanns bei Sedan. Bloch, Berlin 1895.
- Germanias Huldigung. Festspiel zum 37. Geburtstag Kaiser Wilhelms II. am 27. Januar 1896. Bloch, Berlin 1896.
- Blaubart. Eine Kinderkomödie in 3 Bilden. Bloch, Berlin 1896.
- Der Wolf und die sieben Geißlein. Märchenspiel in drei kurzen Bildern. Bloch, Berlin 1896.
- Feuer, Wasser, Kohle. Humoristisches Küchendrama. Bloch, Berlin 1896.
- Weihnachtsschäfchen. Kinderkomödie. Bloch, Berlin 1896.
- Zu Befehl, Herr Lieutenant, oder Pösel, was bist du für'n Esel! Schwank, nach einer Fritz Reuterschen Idee. Böhm, Berlin 1897.
- Der König im Bade. Knabenkomödie in 3 Bildern. Bloch, Berlin 1897.
- Drei Tanten auf einmal. Schwank in 2 Aufzügen. Bloch, Berlin 1897.